# Nepal na Letnich Igrzyskach Olimpijskich 1992
Nepal na Letnich Igrzyskach Olimpijskich 1992 reprezentowało dwóch zawodników: jeden mężczyzna i jedna kobieta. Był to siódmy start reprezentacji Nepalu na letnich igrzyskach olimpijskich.

## Skład reprezentacji

### Lekkoatletyka
Mężczyźni
| Zawodnik            | Konkurencja | Finał   | Finał   |
| Zawodnik            | Konkurencja | Wynik   | Miejsce |
| ------------------- | ----------- | ------- | ------- |
| Hari Bahadur Rokaya | maraton     | 2:32:26 | 70.     |

### Strzelectwo
Kobiety
| Zawodniczka    | Konkurencja               | Kwalifikacje | Kwalifikacje | Finał  | Finał   |
| Zawodniczka    | Konkurencja               | Punkty       | Miejsce      | Punkty | Miejsce |
| -------------- | ------------------------- | ------------ | ------------ | ------ | ------- |
| Anita Shrestha | karabin pneumatyczny 10 m | 374          | 45.          | NQ     | NQ      |